# 义和乡 (渠县)
义和乡，是中华人民共和国四川省达州市渠县曾经下辖的一个乡。2019年12月，撤销义和乡，将其所属行政区域划归大义乡管辖。

## 行政区划
义和乡撤销前下辖以下地区：
店湾村、白石村、五星村、横岭村和前进村。